# Igarapé Pitinga
Igarapé Pitinga är ett vattendrag i Brasilien.   Det ligger i delstaten Pará, i den norra delen av landet, 1 900 km nordväst om huvudstaden Brasília.
I omgivningarna runt Igarapé Pitinga växer i huvudsak städsegrön lövskog. Trakten runt Igarapé Pitinga är nära nog obefolkad, med mindre än två invånare per kvadratkilometer.